# Deodar (stato)
Lo Stato di Deodar (talvolta indicato come Diyodar o Diodar) fu uno stato principesco del subcontinente indiano, avente per capitale la città di Diyodar.

## Storia
Lo stato di Deodar venne governato dal clan Bhilria Vaghela della dinastia Rajput, che, dopo ottenne nel 1297 l'area di Bhildi, presso il Palanpur, e la mantenne per alcune generazioni. Scacciata dai musulmani, mantenne il governo su Kankrej, Munjpur e Tervada in Tharad, ma ancora una volta ne venne scacciata e a questo punto approdò a Deodar. Lo stato, originariamente composto da 48 villaggi, venne quasi dimezzato perdendo nel tempo delle aree a favore degli stati di Kankrej e Bhabhar Kolis. Nella carestia del 1786 il distretto venne quasi del tutto spopolato.
L'area venne ripopolata dal popolo Koli. I Punjaji, ristabilirono la popolazione in diversi villaggi, ma in assenza del ramo principale della casata che aveva cercato fortuna altrove, ne usurpò i diritti e si rifiutò di restaurare al trono la legittima casata.
Il distretto venne quindi diviso tra due membri della casata dei Punjabi, Akhesing e Chandaji, i quali vennero considerati insieme come i capi di Deodar. Akhesing e Chandaji, vennero succeduti da Maluji, figlio di Akhesing, e da Bhupatsing, nipote di Chandaji, e questi per primi ottennero il titolo di thakor.
Deodar iniziò ad intrattenere i primi rapporti col governo britannico nel 1819 e nel 1820 l'area divenne un protettorato inglese. L'area passò quindi nell'Agenzia del Palanpur della Presidenza di Bombay, che nel 1925 divenne l'Agenzia diBanas Kantha. Dopo l'indipendenza dell'India nel 1947, la Presidenza di Bombay venne riorganizzata nello Stato di Bombay. Quando venne costituito lo stato di Gujarat nel 1960 dallo stato di Bombay, lo stato passò al distretto di Banaskantha del Gujarat.